# 3-mercaptopropaan-1,2-diol
3-mercaptopropaan-1,2-diol, ook thioglycerol of monothioglycerol genoemd, is een organische verbinding met twee alcoholgroepen en één thiolgroep. Het kan beschouwd worden als een derivaat van glycerine, waarin een van de twee buitenste OH-groepen is vervangen door een SH-groep.

## Toepassingen
3-mercaptopropaan-1,2-diol wordt gebruikt als antioxidant voor de stabilisatie en langere houdbaarheid van zuurstofgevoelige geneeskundige preparaten, zoals promethazine of pemetrexed. Het is ook gebruikt voor het beschermen van de thiolgroepen in bepaalde enzymen, waaronder creatinekinase en de iso-enzymen van creatinekinase, die anders onder invloed van een oxidator zoals luchtzuurstof zouden oxideren tot disulfidebruggen.
Het wordt ook gebruikt in de analytische scheikunde. Meer bepaald is het gebruikt als matrixsubstraat bij fast atom bombardment (FAB) en bij vloeistof-SIMS (secondary-ion mass spectrometry), dit zijn massaspectrometrische methoden.